# محمد مزغراني
محمد مزغراني مواليد 2 يونيو 1994 في وهران، هو لاعب كرة قدم جزائري يجيد اللعب في خط الدفاع يلعب حاليا لصالح نادي بودابست هونفيد.

## المسيرة الاحترافية

### أندية لعب لها
- نادي تورنهاوت
- آر كي سي فالفيك
- اتحاد الجزائر
- بودابست هونفيد

## روابط خارجية
- محمد مزغراني على موقع قاعدة بيانات كرة القدم.إي يو (الإنجليزية)
- محمد مزغراني على موقع Soccerway.com (الإنجليزية)